# Загальне право
Загальне право (англ. common law) — термін, що позначає:

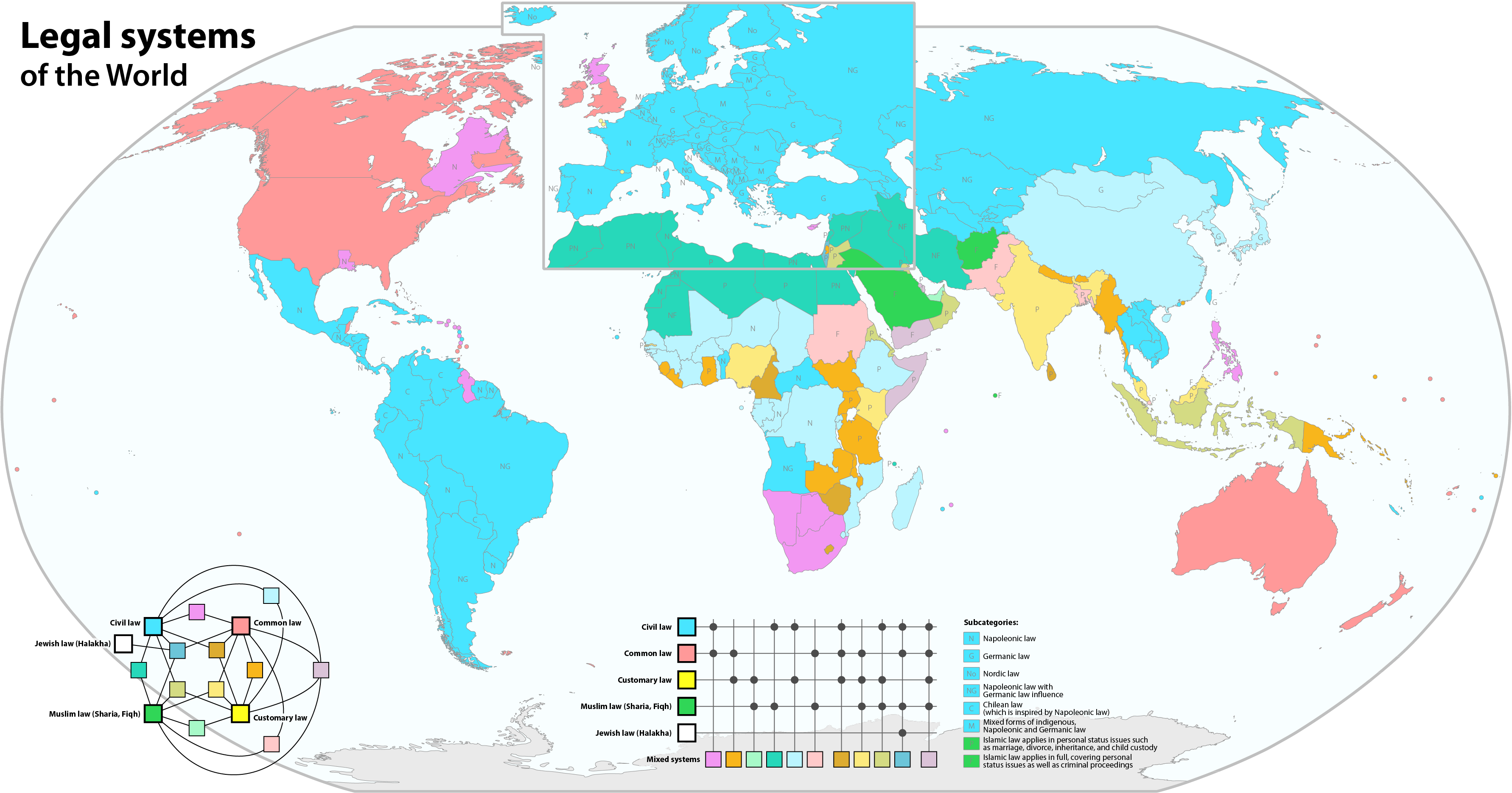
Правові системи світу. Країни загального права представлені в кількох відтінках рожевого, що відповідають різним системам загального права. Судова система таких країн формується не законодавчою владою країни, а місцевими суддями на власний розсуд, які можуть у будь-який час приймати нові закони відповідно до судових справ. Судді зазвичай ухвалюють закони на основі визначень, заснованих на культурі, звичаях та попередніх судових рішеннях, а іноді й на основі правових систем у всьому світі, які приймають закони.
----
Романо-германська правова сім'я (континентальна або нормативно-правового акта)
Англосаксонська правова сім'я (система загального права або судово-прецедентна)
Традиційна правова сім'я (звичаєве право)
Релігійна правова сім'я:
Ісламське (мусульманське) право (шаріат, фікг)
Юдейське (єврейське) право (галаха)
Змішані (гібридні) типи правових систем
----
Підкатегорії:
Наполеонівська правова система
Німецька правова система
Наполеонівське право з впливом німецького права
(в дусі наполеонівського права)
Змішані форми місцевого права з наполеонівським та німецьким
Ісламське право, яке застосовується до питань особистого статусу, зокрема, шлюб, розлучення, успадкування та опіки над дітьми
Ісламське право застосовується повністю, охоплюючи питання особистого статусу, а також кримінальне провадження

- тип права, в розвитку якого основна роль належить судовій практиці з вирішення кримінальних і цивільних справ. В цьому аспекті загальне право протиставляється англійському статутному праву. Вживання терміна «загальне право» у цьому значенні є найбільш поширеним;
- тип правових систем, що діє в країнах, які належать до англо-саксонської правової сім'ї (Англія, США, Канада, Австралія, Нова Зеландія тощо). У цьому трактуванні загальне право протиставляється насамперед романо-германському праву;
- право, що виникло у XII ст. як право, загальне для всіх вільних жителів Англії, на яких тоді поширювалася юрисдикція (влада) королівського суду;
- система норм, створених королівськими судами. Вона протиставляється нормам права справедливості, що створені судами справедливості на чолі з лордом-канцлером.

## Розвиток загального права
Внаслідок нормандського завоювання Англії у 1066 році основну роль у здійсненні правосуддя було покладено на королівські суди в Лондоні, у процесі діяльності яких поступово склалося правило прецеденту: одного разу сформульоване судове рішення надалі ставало обов'язковим і для всіх інших суддів.
Наприкінці XIII століття набуває особливого значення статутне право, за яким зміни у праві не мають відбуватися без згоди короля та парламенту. Одночасно встановлюється право суддів інтерпретувати статути.
У XIV–XV ст. у зв'язку зі значними соціальними змінами у середньовічній Англії (розвиток товарно-грошових відносин, зростання міст, занепад натурального господарства) виникла необхідність виходу за жорсткі рамки закритої системи вже сформованих прецедентів. Цю роль взяв на себе королівський канцлер, який вирішував шляхом певної процедури справи, в яких їх учасники зверталися до короля. Так, поряд із загальним правом склалося «право справедливості».
До 1873 року в Англії на цьому ґрунтувався дуалізм судочинства: крім судів, що застосовували норми загального права, існував суд лорда-канцлера (потім ці системи поєдналися).
Подальший розвиток системи «загального права», набуття нею сучасних рис (середина XIX ст. — початок ХХІ ст.) можна характеризувати процесами:
- злиття загального права і права справедливості в єдину систему права, а також об'єднання «судів совісті» і судів «загального права» в єдину судову систему;
- втрата «загальним правом» статусу єдиного провідного джерела права.

Важливе значення для розвитку правової системи мав вступ Великої Британії у 1972 році до Європейських Співтовариств, попередника сучасного Європейського Союзу.

## Географія поширення загального права
Загальне право домінує або займає одне з провідних місць у державах англо-американської правової сім'ї, правові системи якої сформувалися під впливом права Англії, зокрема в таких, як США,Канада, Австралія, Нова Зеландія, Північна Ірландія, а також держави Співдружності Націй.
Нині фактично третина населення світу живе значною мірою за нормами рецепованого англійського загального права.
Слід зазначити, загальне право США має більшу своєрідність порівняно з іншими країнами згаданої сім'ї, зумовлену історичними причинами, в тому числі більш ніж двохсотлітнім самостійним існуванням.

## Особливості загального права
Особливості загального права визначаються такими положеннями:
- англійське право, на відміну від романо-германського, розвивалося не доктринально — його розвивали юристи-практики;
- загальне право Англії було сформоване (а значною мірою функціонує й зараз) як неписане право, яке ґрунтується на професійній традиції, а пізніше — на міркуваннях суддів при вирішенні справ;
- однією із фундаментальних засад є те, що кримінальні справи і більшість цивільних справ (починаючи з XIII ст.) розглядаються судом присяжних;
- загальне право через прецеденти регулює безліч питань, які підлягають вирішенню судом, і вносить стабільність в багато сфер права. Так, юридичні та приватні особи можуть діяти з обґрунтованою визначеністю, керуючись відомими попередніми рішеннями щодо свого вчинку;
- загальне право — це сукупність норм, які сприяють встановленню стабільності принципів, сформованих у судових рішеннях;
- загальне право має формалізовану процедуру, свою техніко-юридичну термінологію, особливу класифікацію інститутів права;
- загальне право — це сукупність справ, що розглядаються в усній процедурі;
- історично норми загального права формувалися королівськими судами;
- норми загального права складають основну частину системи права.

## Теорія незалежного існування права (деклараторна теорія)
Теорію незалежного існування права сформулював в XVII ст. сер Метью Гейл, який стверджував, що рішення судів не можуть створювати закон, так як це можуть робити лише король та парламент, однак ці рішення є авторитетними.
В XVIII ст. Блекстон назвав судові рішення «практичними доказами змісту загального права»
Згідно з доктриною Гейла і Блекстона загальне право складається із звичаїв, доповнених загальними принципами справедливості. Такий підхід до розуміння загального права був характерним для суддів XVIII ст., які стикались із ситуацією, яка не була охопленою прецедентним правом.
З аналітичної точки зору деклараторна теорія не відповідає існуючим правилам застосування прецеденту. Суддя зобов'язаний слідувати попередньому рішенню, а апеляційні суди можуть скасувати рішення нищестоящого суду за умови, що їм не перешкоджають обов'язковий прецедент або ж парламентський акт.
Якщо попереднє рішення виступає в ролі простого доказу того, яким є право, то жоден суддя не зможе вважатися повністю зв'язаним ним і воно ніколи не буде остаточно відкинуте, оскільки ніколи не виключається певна можливість для наступного судді визнати за цим рішенням хоча б деяку доказову силу.
Основними положеннями теорії виступають:
1. судді не створюють право, а лише декларують або відкривають його;
2. право — це звичай, що є виразником певних цінностей народу;
3. розумність — це життя права;
4. прийняття судового рішення, в якому міститься положення, що раніше не декларувалось суддями, не змінює правової системи.

Деклараторну теорію права серйозно критикували прибічники законодавства як провідної форми права. Дж. Бентам порівнював формування загального права з вихованням собаки: «Як ви виховуєте собаку? Ви чекаєте, коли він зробить щось таке, що, на вашу думку, він не повинен робити, а потім його караєте». Таким же чином судді творять право, коли карають за вчинене. Дж. Бентам стверджував, що загальне право «створюється» суддею, не надто чемно висловлюючись, що воно «є продуктом фірми Суддя і К.»

## Сучасні уявлення про загальне право
Сучасна доктрина визнає, що судді є творцями загального права.
Судді творять право, спираючись на свої уявлення про те, що є прийнятним з точки зору громадськості. Якщо існує правило, яке ґрунтується на прецедентних судових рішеннях, то до нього необхідно звернутися. У випадках вироблення цілком нового рішення судді неминуче нав'язують суспільству ту чи іншу точку зору з певного питання, що і дає підстави дослідникам вважати, що судді все ж таки творять загальне право або певним чином беруть участь у процесі його творення та розвитку.
Теоретично загальне право заповнює всі прогалини в англійській правовій системі. Так, суддя не може відхилити заяву позивача на тій підставі, що чинне право не врегулювало ці випадки. Він все одно зобов'язаний вирішити спір. Англійський суддя повинен застосовувати право в усіх випадках.

## Перспектива застосування прецеденту
Коли деякі автори стверджують, що деклараторна теорія продовжує існувати в наш час, то вони мають на увазі її пережиток — практику ретроспективного відхилення прецедентів: якщо старе рішення виявляється очевидно абсурдним, то не говорять, що це рішення було поганим правом, а говорять, що воно взагалі не було правом.
Подібна практика могла б призвести до великих неприємностей і небажаним чином обмежувала б суди, що використовують своє право відхилення прецеденту.
Приміром, Палата лордів збирається відхилити рішення, які, на думку юристів, обґрунтували доктрину договірних зв'язків, то акти установи сімейного майна, розраховані на дію даної доктрини, втратять своє значення, а наміри засновника та законні очікування інших осіб виявляться марними. У даному випадку уникнути подібної несправедливості можна лише шляхом відхилення прецедентів з умовою, що наслідки цього позначаться тільки на майбутніх відносинах. Стара норма буде застосовуватися лише до подій, що трапилися до моменту відхилення прецеденту, проте не зможе застосовуватися до позовів, що надійшли до суду після його відхилення.
Аналогічні міркування привели до того, що американські судді відмовилися від принципу поширення наслідків відхилених прецедентів на відносини, що відбулися в минулому. У США апеляційний суд штату може за власним бажанням вирішувати, відкинути прецедент ретроспективно
або лише на майбутнє . Такими ж повноваженнями володіє і Верховний Суд США по відношенню як до цивільних, так і до кримінальних справ.
Тактика скасування прецеденту на майбутнє не у всіх випадках виявиться справедливою, що особливо яскраво видно на прикладі кримінального судочинства. Ретроспективне скасування прецеденту в кримінальному судочинстві може виявитися таким же несправедливим, як і відхилення прецеденту на майбутнє для тих, хто вже поніс покарання у вигляді позбавлення волі внаслідок набрання чинності обвинувальним вироком.
Відхилення прецеденту на майбутнє може обернутися несправедливістю і для тих, хто ще не піддався кримінальному переслідуванню або очікував розгляду своєї справи на момент винесення рішення, яким прецедент відкидався на майбутнє.
Час покаже, чи Палата лордів слідуватиме суддям Верховного Суду США, адже перший крок у цьому напрямку був зроблений тоді, коли Палата лордів відкинула на майбутнє рішення Кримінального апеляційного суду.

## Загальне право як основа комерційного права
Загальне право вважається більш передбачуваним за Статутне право, як наслідок в суттєвій кількості міжнародних договорів застосовується законодавство однієї з країн із Загальним правом.
Наприклад, Лондон вважається світовим центром легімітизації адміністративних справ .

## Співвідношення загального права і законодавства
Судді вважають, що у законодавчому акті містяться специфічні норми права, які можуть застосовуватися тільки в чітко визначених самим законом випадках. На їхню думку якби законодавець збирався запровадити певне правило, воно було б наведене в тексті самого законодавчого акту.
Неприпустимим буде те, якщо суд втручатиметься в повноваження законодавчої влади, застосовуючи закон за аналогією у випадках, які прямо ним не передбачені. Якщо ж законодавець зробив юридичну помилку, він здатний виправити її самостійно.
Отже, якщо певний законодавчий акт не зовсім підходить для вирішення якоїсь справи, можна звернутися до відповідних положень загального права.
Такі своєрідні відносини зумовлені тим, що у період створення загального права законодавства було обмаль. У загальному праві містилися найбільш широкі та зрозумілі принципи, тому не було потреби включати в законодавчі акти якісь постійні норми. Замість цього законодавчі акти приймалися на основі ad hoc — тобто виходячи з вимог конкретної ситуації, яка обумовлює необхідність приймати рішення, не передбачене чинним правом. Тому судді, спираючись на загальне право, не зверталися за базовими нормами до законодавчих актів, та й законодавці не вважали за потрібне включати такі положення до законодавчих актів, які вони приймали.
В. Бернхем порівнював застосування законодавчого акта в системі загального права з каменем, кинутим в посудину з водою : камінь тоне й вода оточує його з усіх боків.